# Joachim Mähl

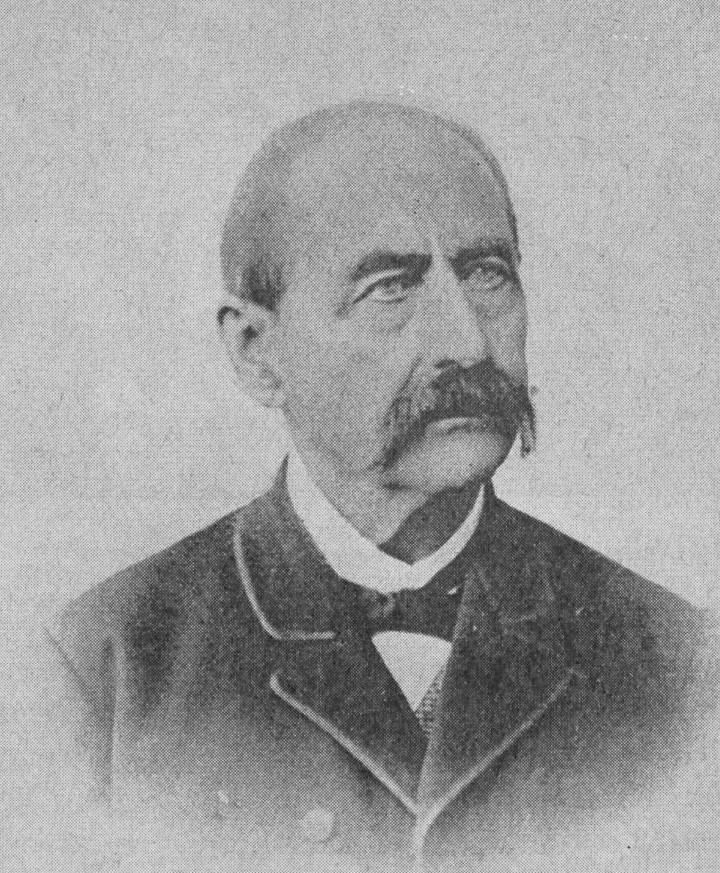
Joachim Mähl

Joachim Mähl (* 15. September 1827 in Niendorf, heute Hamburg; † 4. Juli 1909 in Kiel) war ein plattdeutscher Dichter und Lehrer. Er wirkte 35 Jahre von 1854 bis 1889 in Reinfeld als Oberknabenlehrer (die letzten acht Jahre als Obermädchenlehrer). 

## Leben
Geboren wurde Mähl als ältester Sohn des Milchbauern Christoffer Mähl. Seinen ersten Unterricht erhielt Joachim in der Dorfschule von Niendorf. Lehrer Cathor unterrichtete ihn zusätzlich umsonst in Mathematik und im Deutschen. Wo die Volksschule nicht mehr mitkonnte, half seine vielgereiste Tante Male, Tochter des Pastors Bartelsen an der Niendorfer Marktkirche nach, die ihm englischen und französischen Unterricht erteilte und ihn einführte in die Literatur der Klassiker. Eigentlich sollte Joachim Theologie studieren und Pastor werden und erhielt deshalb beim Niendorfer Pastor Bartelsen Lateinunterricht. Dieser konnte aber leicht ungeduldig werden und aufbrausen. Das verleidete Joachim die Lateinstunden und er entschloss sich, Lehrer zu werden.
1845 trat er in das Lehrerseminar von Segeberg ein. Seine erste Anstellung als Lehrer erhielt Joachim Mähl in der Seminarübungsschule in Bad Segeberg. 1854 begann er in Reinfeld seinen Dienst als Oberknabenlehrer (heute Rektor). Er ging in seiner Lehrweise eigene Wege. Im Deutschunterricht ging er stets vom Plattdeutschen aus, der Muttersprache seiner Schüler. Schon 1858 zeigte er im Schulblatt für die Herzogtümer Schleswig und Holstein, dass in den Schulen, die ausschließlich oder größtenteils von plattdeutsch sprechenden Kindern besucht werden, die plattdeutsche Sprache im Sprachunterricht die „Sprachmutter“ sein müsse. Dabei übte er eine straffe Schulzucht.
Mähl liebte seine plattdeutsche Muttersprache, obwohl er auch im Hochdeutschen zu Hause war und in seiner Jugend Englisch, Französisch und Latein gelernt hatte. Mähl begnügte sich nicht damit, plattdeutsche Erzählungen aus seinem eigenen Erlebnisbereich zu verfassen; er sah es als wichtige Aufgabe an, seine plattdeutschen Leser mit Werken der Weltliteratur vertraut zu machen. Am bekanntesten ist seine Nachdichtung von Goethes Reineke Fuchs, es gibt aber auch eine plattdeutsche Fassung des „Don Quixote“. Joachim Mähl übertrug auch die Bibel ins Plattdeutsche. Er brachte typische plattdeutsche Wendungen, Bilder und Wortspiele ein, die den biblischen Wortlaut für plattdeutsche Leser veranschaulichen.
Der Gedanke, dass der Mensch geduldig sein schweres Schicksal tragen können muss, zieht sich durch Mähls Erzählungen und Gedichte, die in Beziehung zu der Schleswig-Holsteinischen Erhebung 1848 stehen, in der sein jüngerer Bruder das Leben verlor.
Joachim Mähl war verheiratet mit Wilhelmine Delfs (1828–1907). Der Sohn Christoph (1855–1905) wurde ebenfalls Lehrer und schrieb niederdeutsche Gedichte und Erzählungen (Ernst Salomon Utbund. Nedderdütsche Gedichte, Upsätz un Vertellen. Kiel 1910).
Das Grab von Mähls Eltern befindet sich auf dem Alten Niendorfer Friedhof in Hamburg. Er selbst, seine Frau und sein Sohn wurden auf dem Friedhof 1 in Bad Segeberg beigesetzt.

## Werke
- 1868: Tater-Marikn – Ein Bild aus dem Volksleben, (Stückschen ut de Mus'kist 1)
- 1869: Jean – Lütj Denkmal; eine Theodicee in Form eines Cultur- und Liebeslebens. (Stückschen ut de Mus'kist 2)
- 1869: Fanny, oder: Wat sik hebben schall, dat kriggt sik doch (Stückschen ut de Mus'kist 3)
- 1871: Lütj Anna oder En Stückschen von 'Em' un 'Ehr' : Plattdüttsch un eegenmakt (Stückschen ut de Mus'kist 4)
- 1878: Reineke Voss – Ut frier Hand
- 1894: Holsteinisches Bauernleben (gemeinsam mit Carl Schildt)
- 1896: Geschichten frisch ut Leben un deep ut Hart
- 1909: Don Quixote. En plattdütsch Volksbook. Ut friee Hand na den „Don Quixote“ von Cervantes öwersett

## Ehrendes Gedenken
- In Hamburg, Kiel und Reinfeld (Holstein) sind nach Joachim Mähl Straßen benannt; in Hamburg gibt es auch eine dazugehörige U-Bahn-Station an der Linie U2.
- In Reinfeld gab es zudem bis 2009 eine Joachim-Mähl-Schule.